# Naranjal (kommun)
Naranjal är en kommun i Mexiko.   Den ligger i delstaten Veracruz, i den sydöstra delen av landet, 240 km öster om huvudstaden Mexico City.
Följande samhällen finns i Naranjal:
- Xochitla
- Zoquiapa
- Tequecholapa
- Cuartel Primero